# Avalokiteshvara
Avalokiteshvara (Sanskrit, m., अवलोकितेश्वर, avalokiteśvara) ist im Mahayana-Buddhismus der Bodhisattva des universellen Mitgefühls (Sanskrit karuna). Chenrezig (tibetisch སྤྱན་རས་གཟིགས Wylie spyan ras gzigs) gilt als Schutzpatron des Landes Tibet. Die weibliche Form in China ist Guanyin, in Japan Kannon und in Vietnam Quan Âm.
Sein Reines Land wird Potala genannt. Tara gilt als eine Ausstrahlung von ihm.

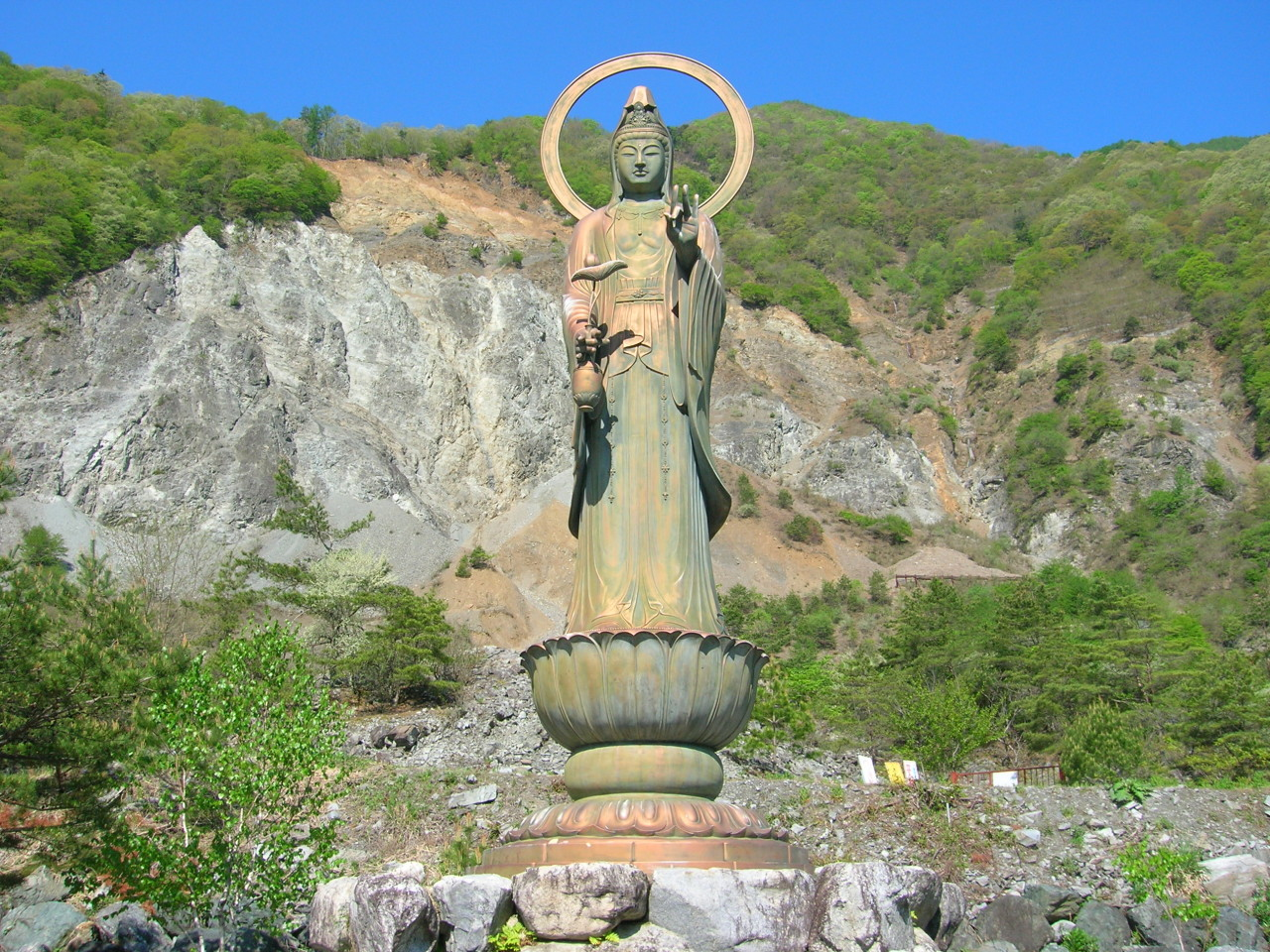
Kannon (Nagano, Japan)

## Name

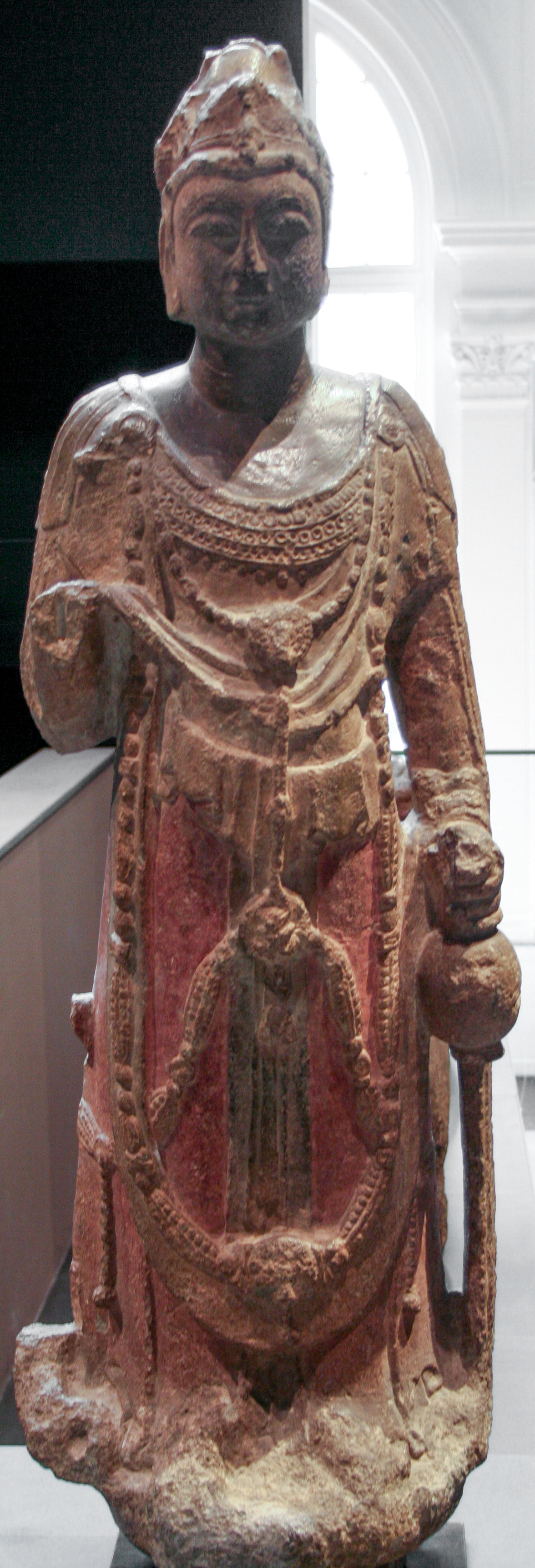
Avalokiteshvara-
Bodhisattva (Guanyin) aus der Zeit der Sui-Dynastie

Avalokiteshvara heißt wörtlich übersetzt „der Herr, der (die Welt) betrachtet“, zusammengesetzt aus ishvara („Herr/Herrscher“) und avalokita („betrachtend“; passives Partizip des Verbs avalok, „wahrnehmen“, hier ausnahmsweise in aktiver Bedeutung). Das Wort loka („Welt“) ist in dem Namen nicht enthalten, sondern wird sinngemäß ergänzt. Nach aktuellem Forschungsstand lautete der Name jedoch ursprünglich Avalokitasvara, zusammengesetzt aus avalokita und svara „Klang, Ton“, also „Wahrnehmer der Töne“ (gemeint: Hörer der Klagen der leidenden Lebewesen). Das entspricht genau der chinesischen Übersetzung Guanyin (観音). Die jüngere Namensform mit der Bedeutungsänderung zu ishvara ist in Sanskrit erst im 7. Jahrhundert belegt und seither allgemein üblich, die ursprüngliche hingegen schon im 5. Jahrhundert nachgewiesen.
Die ursprüngliche Bedeutung des Namens steht mit dem buddhistischen Verständnis eines Bodhisattvas in Einklang. Die spätere Umdeutung zu einem „Herrscher“ zeigt einen starken Einfluss des Shivaismus mit seiner Vorstellung von Ishvara als einem weltbeherrschenden Gott. Eigenschaften dieses Gottes wurden auf den Bodhisattva übertragen. Dennoch hielten die Verehrer Avalokiteshvaras großenteils an der buddhistischen Ablehnung eines Schöpfergottes fest.

## Verbreitung
In den ostasiatischen Ländern ist er unter verschiedenen Namen bekannt:
- chinesisch: Guanyin 観音/观音 oder Guanshiyin 觀世音/观世音(„die Töne der Welt wahrnehmend“)
- koreanisch: 관세음 Kwan(se) Um oder Gwan(se)-eum (mit derselben Bedeutung wie im Chinesischen)
- japanisch: 聖観音 (Sho-)Kannon, auch 観世音, Kanzeon („die Stimmen der Welt hörend“) oder älter Kanjizai bzw. Kōzeon (光世音, „die Stimme der Lichtwelt“)
- tibetisch: སྤྱན་རས་གཟིགས, Spyan ras gzigs, Aussprache: Chenrezi, auch Chen rezig [deutsch in etwa: Tschenresi(g)]
- mongolisch: ᠨᠢᠳᠦ
ᠪᠡᠷ
ᠦᠵᠡᠭᠴᠢ, Nidubarüsheckchi, ᠵᠠᠨᠷᠠᠶᠢᠰᠢᠭ, Жанрайсиг, Dschanraisig
- vietnamesisch: Quán Thế Âm

## Verschiedene Erscheinungsformen
Avalokiteshvara ist jener Bodhisattva, von dem die meisten unterschiedlichen Erscheinungsformen bekannt sind. Als seine irdische Verkörperung gelten der erste tibetische Herrscher Songsten Gampo, die Dalai Lamas sowie die Karmapas.
Obwohl Bodhisattvas, da in ihnen alle Gegensätze als überwunden gelten, eigentlich keine Geschlechtszugehörigkeit haben und es auch in den kanonischen Texten des Buddhismus keine Hinweise auf weibliche Bodhisattvas gibt, haben sich in China, Vietnam und Japan auch weibliche Darstellungen Avalokiteshvaras (Guanyin, Quan-âm, Kannon) entwickelt und hohe Popularität erlangt.
Daneben gibt es noch weitere Erscheinungsformen des Avalokiteshvara.
Lokeshvarawörtlich: „Herrscher der Welt“ (Sanskrit: ishvara – „Herrscher“, loka – „Ort/Welt“); Lokeshvara war bis zum 14. Jahrhundert insbesondere im historischen Khmer-Reich von Angkor verbreitet, danach wechselte die Bevölkerung zum Theravada-Buddhismus, der als einzigen Bodhisattva Maitreya kennt.
Padmapaniwörtlich: „der den Lotos (Padma) in der Hand hält“.

## Elfköpfiger Avalokiteshvara

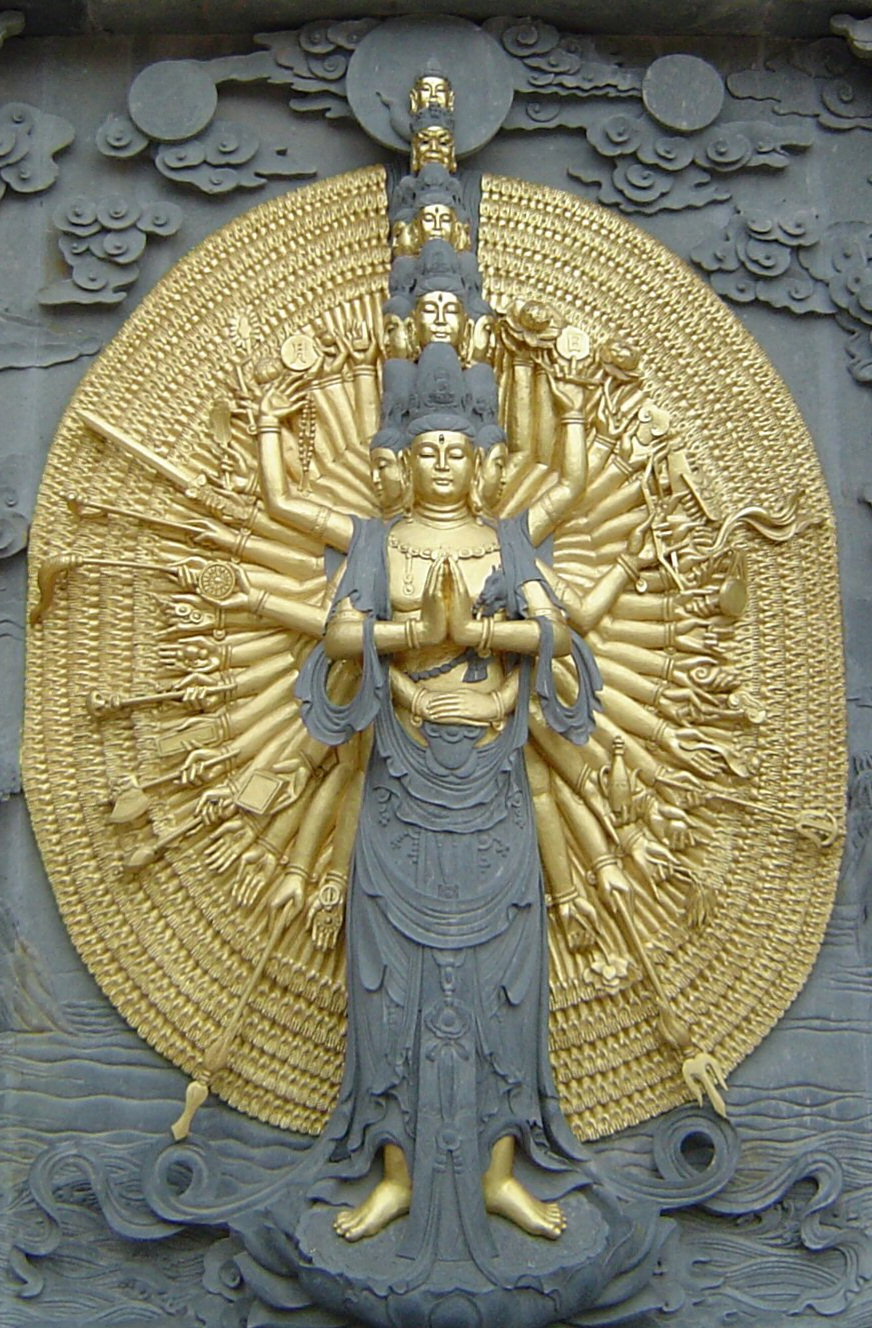
Elfköpfiger Avalokiteshvara (China)

In den esoterischen (tantrischen) Traditionen wird Avalokiteshvara oft mit elf Köpfen und 1000 Armen dargestellt, die viele verschiedene Attribute halten oder Blumen regnen lassen.

### Legende des Elfköpfigen Tausendarmigen Avalokitesvara
Der Legende nach soll sich der Bodhisattva Avalokiteshvara schon als Prinz vorgenommen haben, allen Wesen Beistand zu ihrer Befreiung zu leisten. Und er hatte einen Eid geleistet, darin niemals nachzulassen, andernfalls würde er in tausend Stücke zerspringen. So verweilte er im Zwischenzustand (Bardo) zwischen Leben und Tod. Der Legende nach durchstreifte er alle Bereiche lebenden Seins. Ob Götter, Menschen, Tiere oder Dämonen, überall verweilte er und unterstützte die Wesen, sich vom Leiden zu befreien.
Als er sich umsah und sein Werk betrachtete, sah er, dass eine Unzahl leidender Wesen nachgeströmt waren. Er zweifelte für einen Moment an der Erfüllung seines Gelübdes und zersprang darob in tausend Teile. Aus allen Himmelsrichtungen sollen Buddhas herbeigeschossen sein, um die Teile aufzusammeln. Dank seiner übernatürlichen Fähigkeiten setzte Buddha Amitabha, der Buddha der unterscheidenden Weisheit, Avalokiteshvara wieder zusammen. Dieses Mal gab er ihm jedoch tausend Arme, in den Handinnenflächen mit jeweils einem Auge versehen, und elf Köpfe. Dadurch wollte er gewährleisten, dass Avalokiteshvara den Wesen noch effektiver dienen konnte.

### Symbolik
Die 1000 Arme symbolisieren die mitfühlende Aktivität aller 1000 Buddhas, die nach der Überlieferung in diesem glücklichen Kalpa (buddhistisch-mythologisches Zeitalter) erscheinen werden.
Im tibetischen Kulturkreis ist insbesondere das Ritual auf den elfköpfigen Avalokiteshvara (Nyungne-Ritual) von großer Bedeutung. Es wurde von der indischen Nonne Palmo im 10. Jahrhundert in Tibet verbreitet. Diesem Ritual werden starke Heilwirkungen zugeschrieben und es trägt daher auch den Namen „Allgegenwärtiges Heil“. Palmo erlangte durch die Praxis auf Avalokiteshvara Erleuchtung.

## Anrufung Avalokiteshvaras

OM MA NI PE ME HUNG – Das Mantra Avalokitesvaras

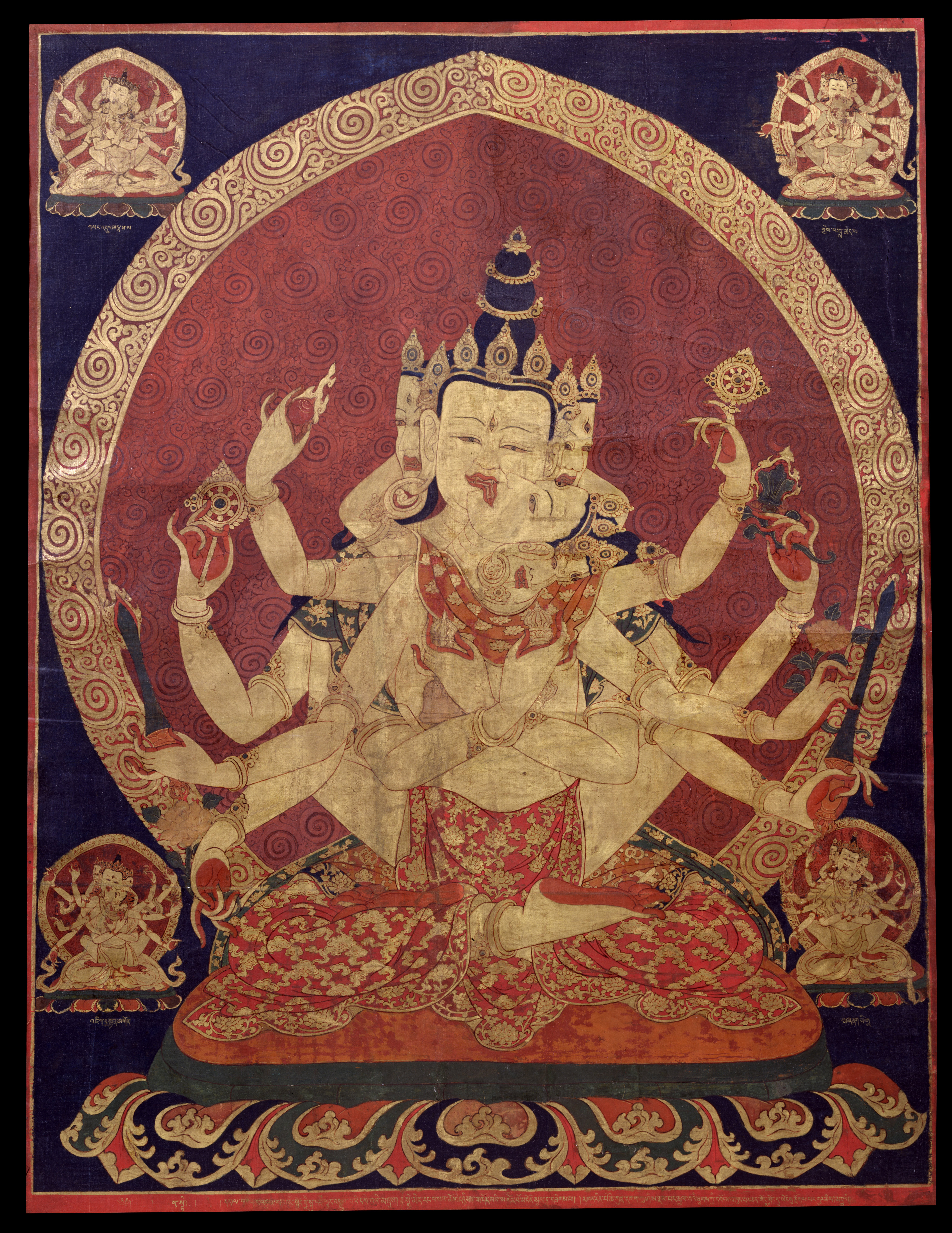
Tibetanisches Thangka: Guhyasamâja-Avalokiteshvara, Ming-Dynastie, 17. Jahrhundert

Im tibetischen Buddhismus gilt Avalokiteshvara auch als die Verkörperung des Mitgefühls aller Buddhas aller Zeiten. Viele Meister, darunter insbesondere der Dalai Lama, werden als Verkörperungen (Emanationen) Avalokiteshvaras angesehen. Die weitaus beliebteste Anrufungsformel (Mantra) lautet Om mani padme hum (richtiger: Om Manipadme hum). Manipadma, oft ungenau übersetzt als „Juwel in der Lotusblüte“, war ursprünglich ein weiblicher Name, der hier wegen der Anrufung im Vokativ steht und daher die Endung -e hat. Manipadma bedeutet „Juwelen-Lotus“ und ist in Indien noch heute als weiblicher Vorname gebräuchlich. Gemeint war offenbar eine weibliche Erscheinungsform des Bodhisattva oder eine weibliche Gottheit.
Das Juwel steht für allumfassendes Mitgefühl, daher wird dieses Mantra auch als das Mantra des Mitgefühls bezeichnet. Erstmals bezeugt ist das Mantra im Karandavyuha-Sutra, das vermutlich bereits im späten 4. oder frühen 5. Jahrhundert in Kaschmir verfasst wurde und einer legendenhaften Überlieferung zufolge den Hof des tibetischen Königs Lha Thothori Nyantsen (5. Jahrhundert) erreichte.
Die sechs Silben einzeln betrachtet sollen auch jeweils eine eigene Wirkung haben. Sie werden traditionell den sechs angestrebten Vollkommenheiten und den sechs zu überwindenden Daseinsbereichen des Samsara zugeordnet:
- OM  – befreit vom Leid der Götterbereiche
- MA  – befreit vom Leid der Halbgötterbereiche
- NI  – befreit vom Leid der menschlichen Lebensbereiche
- PAD – befreit vom Leid der Tierbereiche
- ME  – befreit vom Leid der Bereiche der Hungergeister
- HUM – befreit vom Leid der Höllenbereiche

Die Zuordnung der Silben zu einzelnen Bereichen und Wirkungen war dem Verfasser des Karandavyuha-Sutra allerdings noch nicht bekannt.
Eine andere Deutung bezieht sich auf den Berg Kailash inmitten seiner Himalaya-Umgebung.